# John Mikaelsson
John Mikaelsson   (Kristinehamn, 6 de desembre de 1913 - comtat de Placer, 16 de juny de 1987) és un atleta suec, especialista en marxa atlètica, que va competir entre les dècades de 1930 i 1950.
Durant la seva carrera esportiva va prendre part en dues edicions dels Jocs Olímpics d'Estiu, el 1948 i el 1952. En ambdues ocasions guanyà la medalla d'or en la prova dels 10 quilòmetres marxa del programa d'atletisme.
En el seu palmarès també destaca una medalla d'or en els 10 quilòmetres marxa del Campionat d'Europa d'atletisme de 1946 i una de bronze en la mateixa prova en l'edició de 1950. Va guanyar 13 campionats nacionals i va establir fins a 14 rècords d'Europa i del món en diferents distàncies de la marxa.

## Millors marques
- 10 quilòmetres marxa. 42' 52.4" (1945)[1][4]